# NGC 2552
NGC 2552 là một thiên hà xoắn ốc Magellanic nằm cách khoảng 22  triệu năm ánh sáng trong chòm sao Thiên Miêu. Đây là một loại thiên hà lùn không có dạng thanh, thường có một nhánh xoắn ốc. Nó nghiêng 41 ° so với đường ngắm từ Trái đất dọc theo góc vị trí 229 °.  Độ phân tán vận tốc đo được của các ngôi sao trong NGC 2552 tương đối thấp, chỉ 19 ± 2 km / s. Thiên hà này tạo thành một phần của bộ ba lỏng lẻo bao gồm NGC 2541 và NGC 2500, cùng thuộc nhóm NGC 2841.